# Pygopus schraderi
Pygopus schraderi là một loài thằn lằn trong họ Pygopodidae. Loài này được Boulenger mô tả khoa học đầu tiên năm 1913.